# Фронтовая авиация (СССР)

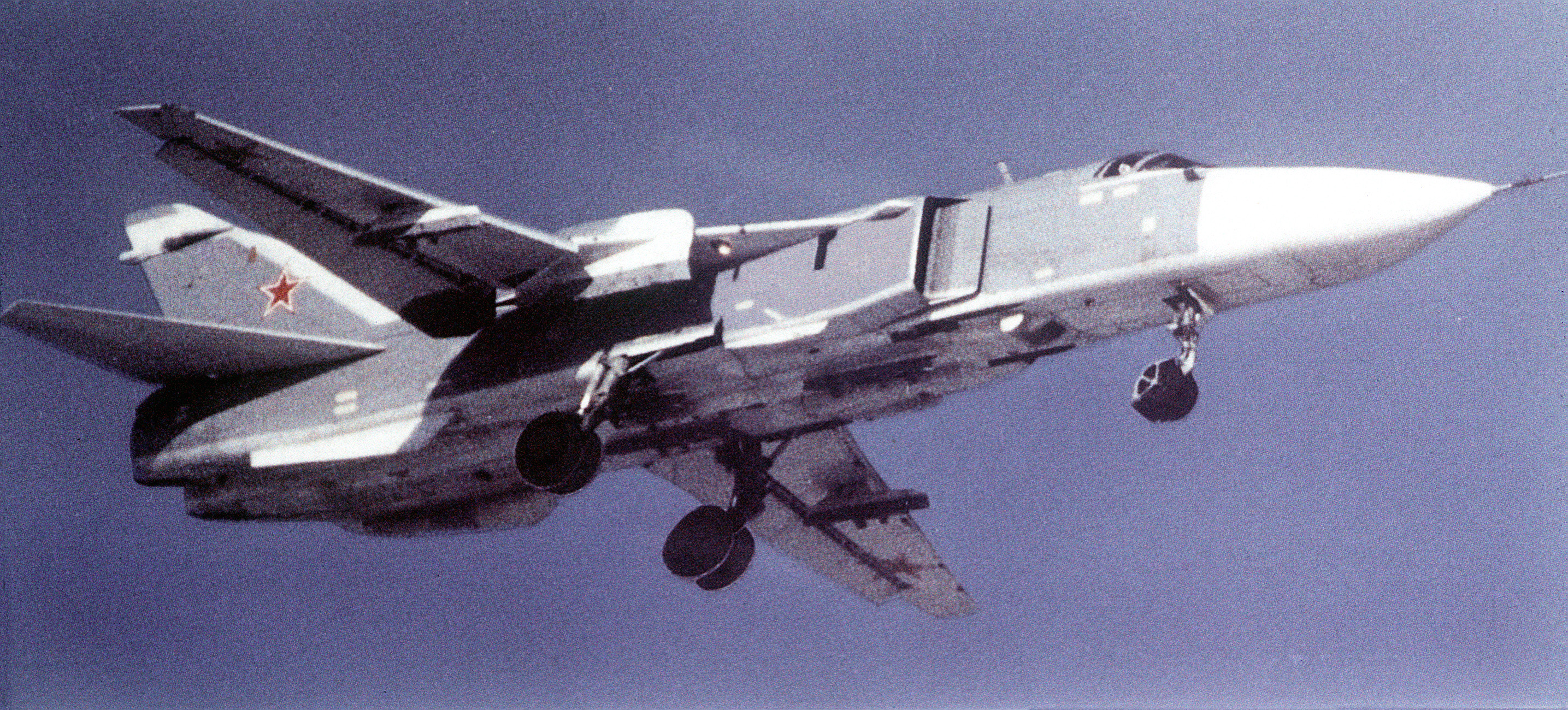
Су-24МР — основной тактический разведывательный самолёт ВВС ВС СССР.

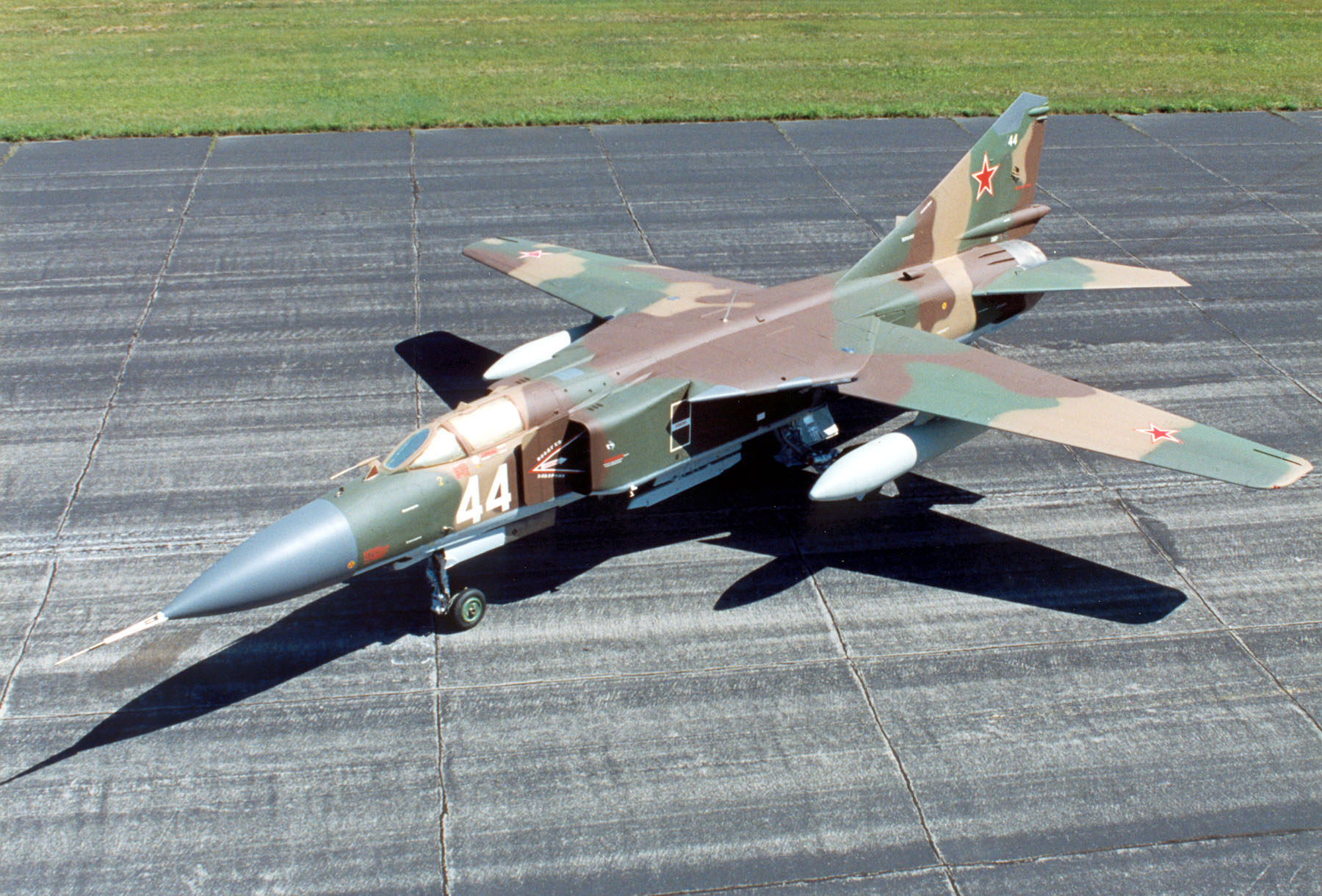
Истребитель МиГ-23 выпущено около 4 000 единиц.

Фронтовая авиация (ФА) СССР — вид авиации Военно-воздушных Сил ВС СССР, предназначенный для уничтожения ракетно-ядерных средств, авиации противника, его резервов и важных объектов в оперативной глубине, авиационной поддержки сухопутных войск путём уничтожения войск противника, его наземных (морских), главным образом подвижных объектов в ближайшей оперативной и тактической глубине, прикрытия войск и объектов, обеспечения пролёта дальней, морской и военно-транспортной авиации, десантирования и поддержки воздушных и морских десантов, перевозки по воздуху войск и грузов, минирования с воздуха, а также проведение оперативной и тактической разведки.
Для выполнения этих задач ФА делилась на рода: бомбардировочную, истребительно-бомбардировочную, штурмовую, истребительную, разведывательную, транспортную и специальную.

## Рода фронтовой авиации
В соответствии с выполняемыми боевыми задачами и характером боевых действий Фронтовая авиация делится по родам:
- истребительная авиация
- бомбардировочная авиация
- истребительно-бомбардировочная авиация
- штурмовая авиация
- разведывательная авиация
- транспортная авиация
- специальная авиация

Истребительная авиация (ИА) — род фронтовой авиации. Предназначена для уничтожения самолётов и беспилотных средств противника с целью завоевания господства в воздухе, прикрытия войск и объектов тыла, обеспечения боевых действий других родов и видов авиации. Может применяться также для действий по наземным (морским) объектам (целям) и ведения воздушной разведки.
Бомбардировочная авиация (ФБА, БА) — род фронтовой авиации, предназначенный для поражения группировки войск противника, его наземных и морских объектов в оперативной глубине обороны противника бомбами и ракетами, в том числе с применением ядерного оружия. ФБА также привлекается для ведения воздушной разведки. Вооружена фронтовыми самолётами-бомбардировщиками. К ним относятся советские (российские) Як-28Б (ОКБ им. Яковлева), Ил-28А (ОКБ им. Ильюшина), Су-24, Су-34 (ОКБ им. Сухого); американский F-111 (Дженерал Дайнэмикс); британский «Канберра» B (Инглиш Электрик).
Истребительно-бомбардировочная авиация (ИБА) — род фронтовой авиации, предназначенный для поражения наземных (надводных), в том числе малоразмерных и подвижных, объектов в тактической и ближайшей оперативной глубине обороны противника с применением ядерных и обычных средств поражения. Может также привлекаться для уничтожения воздушного противника, ведения воздушной разведки и решения других задач.
Штурмовая авиация (ША) — род фронтовой авиации, предназначенный для поражения с малых и предельно малых высот малоразмерных и подвижных наземных (надводных) целей преимущественно в тактической и ближайшей оперативной глубине обороны противника. Основная задача штурмовой авиации — авиационная поддержка сухопутных войск и сил флота над полем боя.
Разведывательная авиация (РА) — род фронтовой авиации, предназначенный для ведения воздушной разведки.
Транспортная авиация — род ФА, предназначенный для выброски воздушных десантов, переброски войск по воздуху, доставки вооружения, горючего, продовольствия и других материальных средств, эвакуации раненых и больных.
Специальная авиация — род ФА, выполняющий специальные задачи. Имеет в составе авиационные части и подразделения, имеющие на вооружении самолёты и вертолёты специального назначения (радиолокационного дозора и наведения, целеуказания, радиоэлектронной борьбы, заправки топливом в воздухе, связи и др.).

## История Фронтовой авиации
Зародилась перед и получила опыт боевого применения в годы 1-й мировой войны (1914—1918 годах). Перед началом 2-й мировой войны в ряде государств была представлена главным образом подразделениями разведки, истребительной и бомбардировочной авиации. В послевоенный период нашла широкое применение в локальных войнах и конфликтах, в 70-е годы 20-го века получила дальнейшее развитие, основу её стали составлять вертолёты различного назначения, самолёты и БПЛА.

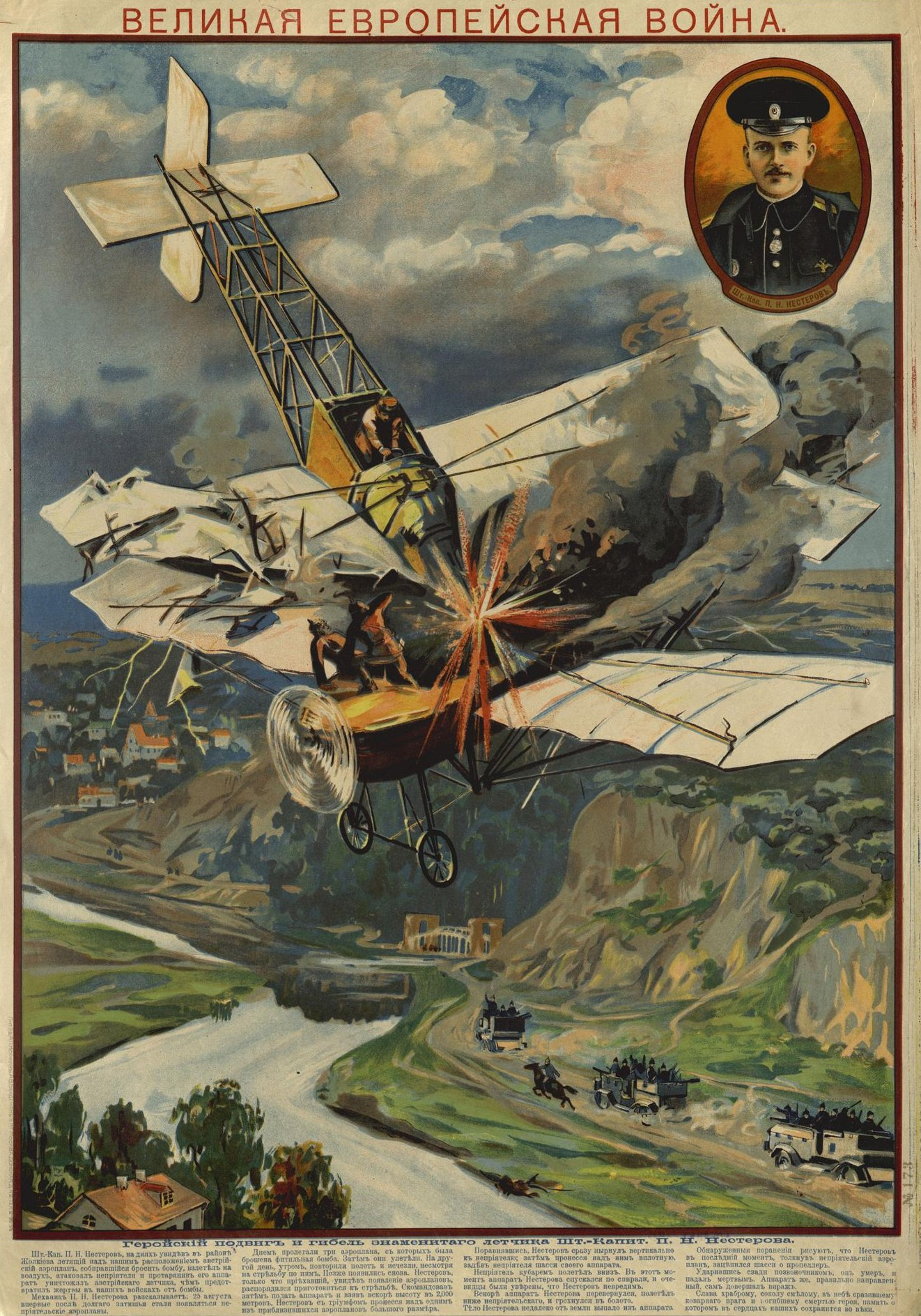
Плакат времён Первой мировой войны «Подвиг и гибель лётчика Нестерова»

### Имперский период
Воздухоплавание постепенно занимало своё место в Вооружённых силах Российской империи. Во второй половине XIX века на вооружении состояли воздушные шары. В конце века действовал отдельный воздухоплавательный парк, состоявший в распоряжении Комиссии по воздухоплаванию, голубиной почте и сторожевым вышкам. На манёврах 1902—1903 годов в Красном Селе, Бресте и Вильно проверялись способы использования воздушных шаров в артиллерии и для воздушной разведки (наблюдения). Убедившись в целесообразности применения привязных шаров, Военное министерство приняло решение создать специальные формирования при крепостях в Варшаве, Новгороде, Бресте, Ковно, Осовце и на Дальнем Востоке, в составе которых имелось 65 шаров. К изготовлению дирижаблей в России приступили в 1908 году в то же время, Инженерное ведомство недоверчиво относилось к идее использовать авиации в военных целях. Лишь в 1909 году оно предложило Учебному воздушно-плавательному парку построить 5 аэропланов. Затем военное ведомство закупило у иностранных фирм несколько самолётов Райта и Фармана. Между тем в России возникло несколько частных предприятий по изготовлению моторов и самолётов. Некоторые из них являлись дочерними предприятиями французских заводов. С 1909 по 1917 года в России возникло более 20 авиационных предприятий.
Главное Инженерное Управление получило задание по созданию и боевому использованию аэропланных отрядов в Вооружённых Силах России. Инженерные войска стали колыбелью авиации России которая зародилась и получила опыт боевого применения перед и в годы 1-й мировой войны как новый род войск (сил) — Императорский военно-воздушный флот. Перед началом 1-й мировой войны в России была представлена главным образом подразделениями разведки, истребительной и бомбардировочной авиации, на флоте — военно-морской (разведки, истребительной и бомбардировочной) сведённой в эскадрильи.

### Советский период
В Советских Вооружённых Силах стала формироваться в 1918 году, организационно состояла из отдельных авиационных отрядов, входивших в окружные Управления воздушного флота, которые в сентябре 1918 года были переформированы во фронтовые и армейские полевые управления авиации и воздухоплавания при штабах фронтов и общевойсковых армий. В июне 1920 года полевые управления были реорганизованы в штабы воздушных флотов с непосредственным подчинением командующим фронтами и армиями. После Гражданской войны 1917—1923 годов ВВС фронтов перешли в состав военных округов. В 1924 году авиационные отряды ВВС военных округов были сведены в однородные авиационные эскадрильи (по 18—43 самолёта), преобразованные в конце 20-х годов в авиационные бригады. В 1938—1939 годах авиация военных округов была переведена с бригадной на полковую и дивизионную организацию. Основной тактической единицей стал авиационный полк (60—63 самолёта). Авиация РККА, основываясь на основном свойстве авиации — способности наносить противнику быстрые и мощные удары с воздуха на большие расстояния, не доступные для других родов войск. Боевыми средствами авиации являлись самолёты, вооружённые бомбами фугасного, осколочного и зажигательного действия, пушками и пулемётами. Авиация обладала, на тот момент, большой скоростью полёта (400—500 и более километров в час), способностью легко преодолевать боевой фронт противника и проникать глубоко в его тыл. Боевая авиация применялась для поражения живой силы и технических средств противника; для уничтожения его авиации и разрушения важных объектов: железнодорожных узлов, предприятий военной промышленности, узлов связи, дорог и т. д. разведывательная авиация имела своим назначением ведение воздушной разведки в тылу противника. Авиация вспомогательного назначения использовалась для корректирования огня артиллерии, для связи и наблюдения за полем боя, для вывоза в тыл больных и раненых, требующих срочной врачебной помощи (санитарная авиация), и для срочной перевозки военных грузов (транспортная авиация). Кроме того, авиация использовалась для переброски войск, оружия и других средств борьбы на большие расстояния. Основной единицей авиации являлся авиационный полк (авиаполк). Полк состоял из авиационных эскадрилий (авиаэскадрилий). Авиаэскадрилья состояли из звеньев.
В СССР в составе армейской авиации были ближние бомбардировщики, штурмовики, истребители, разведчики и корректировщики. Армейская авиация организационно входила в состав ВВС общевойсковых армий. Перед началом 2-й мировой войны разрабатываются современные образцы боевых самолётов (к началу войны составляли лишь 20 % парка авиационной техники, остальные самолёты были устаревших конструкций):
- истребители Як-1, МиГ-3, ЛаГГ-3;
- штурмовик Ил-2;
- пикирующий бомбардировщик Пе-2;

К началу Великой Отечественной войны 1941—1945 годов авиация военных округов состояла из отдельных бомбардировочных, истребительных, смешанных (штурмовых) авиационных дивизий и отдельных разведывательных авиационных полков. В мае — ноябре 1942 года армейская авиация упразднена. Задачи, ранее решаемые ею, стали выполнять Воздушные армии, армейская авиация стала называться (войсковой авиацией). На базе армейской и фронтовой авиации были созданы воздушные армии, состоявшие из отдельных авиационных дивизий истребительной, бомбардировочной, штурмовой авиации и отдельных авиационных полков разведывательной и вспомогательной авиации, подчинялись командующим фронтами, а в специальном отношении — командующему ВВС Красной Армии. Создание воздушных армий обеспечивало массированное применение авиации на главном направлении действий войск фронтов, групп армий, армий. Осенью 1942 года авиационные полки всех родов авиации имели по 32 самолёта, летом 1943 года количество самолётов в полках штурмовой и истребительной авиации было увеличено до 40 самолётов. Во время Великой Отечественной войны войсковая авиация, решая поставленные задачи, затратила на борьбу за завоевание господства в воздухе 35 %, на поддержку сухопутных войск 46,5 %, на ведение воздушной разведки 11 % и на выполнение других задач 7,5 % боевых самолёто-вылетов.

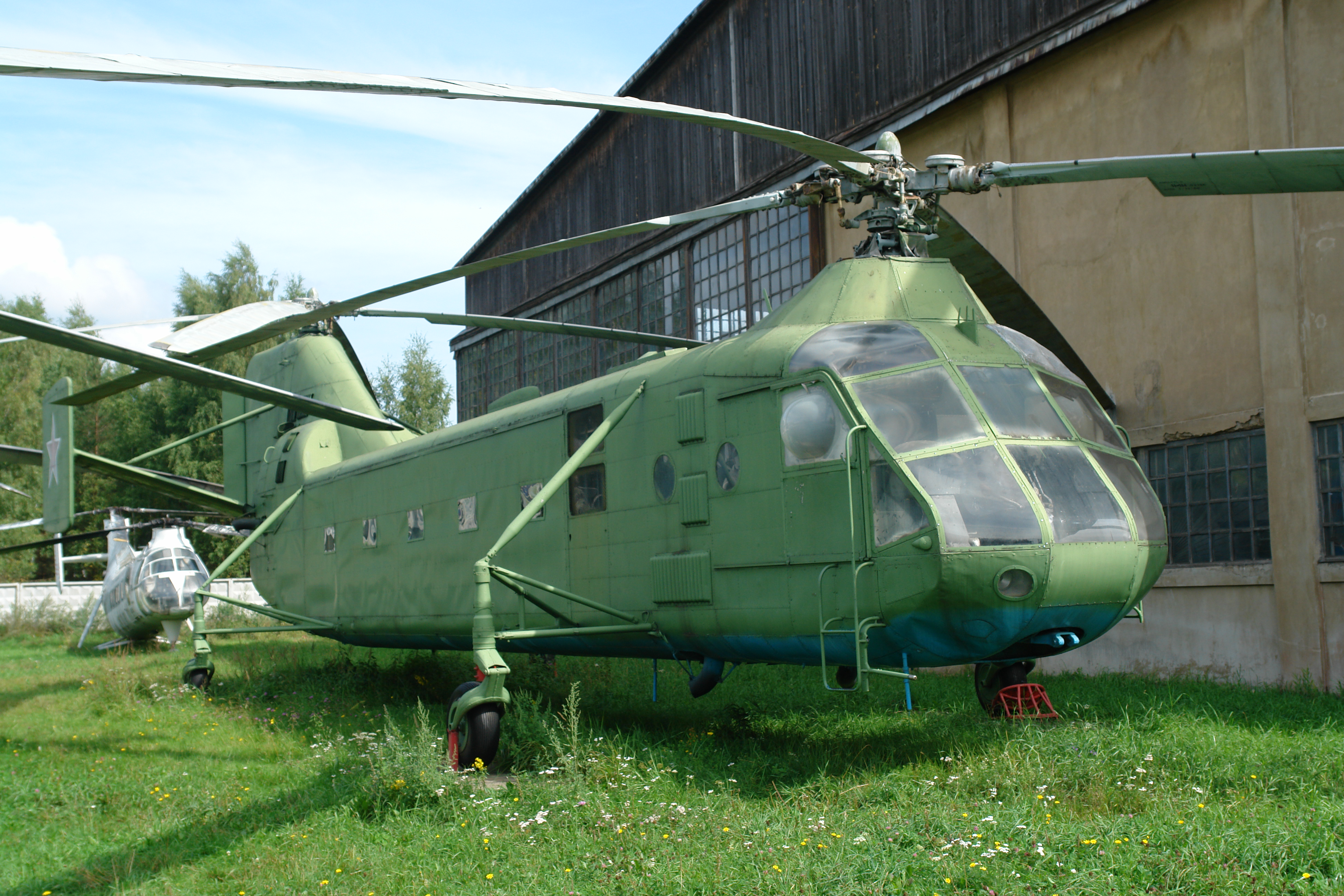
Военно-транспортный вертолёт Як-24

В 1966 году Фронтовая авиация имела на вооружении реактивные сверхзвуковые самолёты, оснащённые пушечным, ракетным, бомбардировочным оружием и оборудованные радио- и радиолокационными приборами и системами. Она была способна действовать в любых условиях погоды и времени суток, перехватывать и уничтожать на дальних подступах скоростные (сверхзвуковые) воздушные цели, прикрывать свои войска и объекты тыла, содействовать сухопутным войскам в проводимых ими операциях — наносить удары по авиационным, ракетным, сухопутным группировкам противника, отыскивать и уничтожать малоразмерные подвижные объекты (цели), вести воздушную разведку.
ВВС СССР начала 1980-х существовали как отдельный вид Вооружённых сил СССР и имели в своём составе более 10 объединений (воздушных армий), более 30 соединений (авиационных дивизий), более 100 авиационных полков.
На вооружении ФА ВВС находились самолёты Ил-76, Ан-12, Ан-24, Ан-26, МиГ-21, МиГ-23, МиГ-27, МиГ-29, Су-7, Су-17, Су-24 и вертолёты Ми-6, Ми-10, Ми-8, Ми-24 различных модификаций. В первой половине 80-х в строевые части начали поступать самолёты Су-25, Су-27П, МиГ-29, Ту-160. Назревал новый цикл смены поколений авиационной техники, который должен был завершиться к средине 90-х годов. Поддержанием эксплуатации техники на должном уровне и принятием новых образцов на вооружение занималась целая сеть НИИ ВВС.
В середине 80-х годов начался вывод из боевого состава ВВС однодвигательных самолётов. Причиной послужил ряд причин, в том числе и проблема аварий и катастроф самолётов и вертолётов в черте города, которая могла повлечь гибель гражданского населения. Так, летом 1988 года в Тирасполе (Молдавская ССР) произошла авария самолёта МиГ-23УБ, упавшего на окраину города, и повлёкшая за собой гибель школьника. После данной катастрофы вышел приказ, по которому однодвигательные самолёты должны были быть убраны из аэродромов находившихся в черте городов.
В этот же период было принято политическое решение о сокращении в ФА ВВС СССР 800 самолётов.
Часть самолётов из ВВС передано авиацию ВМФ (119 иад (Тирасполь) передана в состав Краснознамённого Черноморского флота).
Именно решение о сокращении однодвигательных самолётов в ВВС первый и самый тяжёлый удар, который нанесли политики СССР по ВВС. Решение о сокращении принималось непосредственно в ЦК КПСС, и носили показной характер, а мнение генштаба и главкомата ВВС при этом не учитывалось.
По стечению обстоятельств первыми подвергались сокращению части прошедшие Афганистан и имевшие опыт боевого применения. Ведь именно они были вооружены самолётами МиГ-23МЛ(МЛД), Су-17М2, М3, М4, которые считались устаревшими и весьма опасными (один двигатель).
На тот период фронтовая авиация (ФА) была инструментом командований на ТВД и командующих войсками фронтов (военных округов).
Непродуманная политика сокращения ВВС лишила ФА целого рода — истребительно-бомбардировочной авиации, а разведывательная авиация пострадала на столько, что её уже нельзя было считать родом ФА. Пострадала и армейская авиация, практически лишившаяся беспилотной авиации.
Под выведение из боевого состава ВВС однодвигательных самолётов, как уже говорилось, попали:
- вся истребительно-бомбардировочная авиация (ИБА) с самолётами Су-17М2,М3,М4 и МиГ-27,М,Д,К
- почти вся разведывательная авиация (РА) фронтовой авиации (ФА) Су-17М2Р, М3Р, М4Р
- значительная часть истребительной авиации (ИА) —  МиГ-23М, МЛ, МЛД.

Истребительно-бомбардировочная авиация была призвана решать задачи по уничтожению войск, наземных (морских), в том числе малоразмерных и подвижных объектов противника в тактической и оперативной глубине.
В результате уничтожения ИБА во ФА осталась как основная ударная сила только бомбардировочная авиация, состоявшая из Су-24 и Су-24М в количествах явно превышающих необходимые пропорции по отношению к другим самолётам. Фронтовая бомбардировочная авиация являлась основным авиационным средством главных командований на ТВД и командующих войсками фронтов. Её основным назначением является уничтожение группировок войск и разрушения его наиболее важных объектов. Использование для решения задач, которые ранее выполняла ИБА, фронтового бомбардировщика Су-24(М), созданного для решения несколько иных целей, нерационально. Если выбрать критерий стоимость/эффективность при решении боевых задач в тактической глубине, то Су-24(М) будет в явном проигрыше перед Су-17М4 и МиГ-27.
Не менее парадоксальная ситуация сложилась с сокращением такого рода ФА как разведывательная авиация (РА). После этого ФА фактически осталась без «глаз». Использование легких и относительно дешевых Су-17М3Р, М4Р позволяло производить разведку в любое время суток на линии соприкосновения войск и в тактической глубине. Созданные на базе истребителей-бомбардировщиков разведывательные модификации самолётов имели комплект вооружения аналогичный базовым моделям. Таким образом, самолёты-разведчики являлись самолётами двойного назначения, выполняя разведывательно-ударные задачи. Ведь в курсе боевой подготовки самолётов разведывательной авиации были включены тренировки по бомбометанию. После проведения сокращения в РА ВВС остались средства оперативно-тактической разведки — МиГ-25РБ (различных модификаций) и Су-24МР. Призванные действовать в дальней тактической и оперативной глубине, эти самолёты не были предназначены для решения задач разведки в непосредственной близости от линии соприкосновения войск. Поэтому использование их для выполнения этих задач чрезмерно дорогое удовольствие. К тому же надо сказать, что подготовка к вылету таких сложных самолётов как МиГ-25РБ и Су-24МР занимает значительно больший промежуток времени.